# Dél-Szudán
Dél-Szudán vagy teljes nevén Dél-szudáni Köztársaság (angolul: Republic of South Sudan) kelet-afrikai ország, egyben a kontinens legújabb állama, mely 2011. július 9-én vált függetlenné Szudántól, amelynek 2005 óta autonóm tartománya volt. Északon Szudánnal, keleten Etiópiával, délen Kenyával, Ugandával és a Kongói Demokratikus Köztársasággal, nyugaton a Közép-afrikai Köztársasággal határos. 
2011 elején népszavazást tartottak az országrész függetlenedéséről, és a szavazatok túlnyomó részének átszámolása szerint a résztvevők 99%-a a déli országrész függetlensége mellett voksolt. Az ENSZ 2011-ben felvette a tagországai közé. Ez évben tagja lett az Afrikai Uniónak is. 2013 és 2020 között polgárháborúba süllyedt. A 2020-as évek elején kezd kilábalni a háborúból, de továbbra is folyamatos és rendszeres etnikai erőszak jellemző.
A világ egyik legszegényebb és legfejletlenebb országa. 2020 táján a világ utolsó országa az emberi fejlettségi index (HDI) alapján. Az ország tomboló korrupciótól és súlyos gazdasági körülményektől szenved. A tekintélyuralmi kormány rendszeresen követi el az emberi jogok súlyos megsértését.
Az angol a hivatalos nyelv, de a lakosság más, helyi nyelveket beszél.

## Földrajz

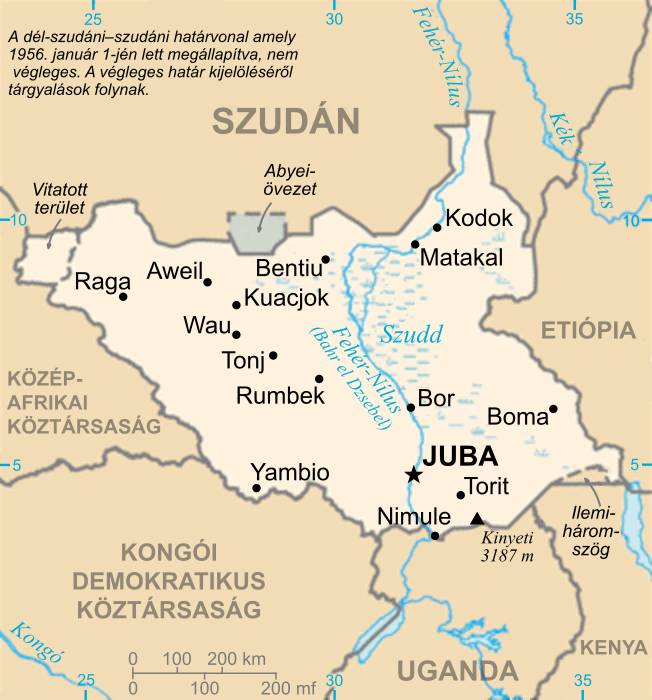
Dél-Szudán és a környező országok

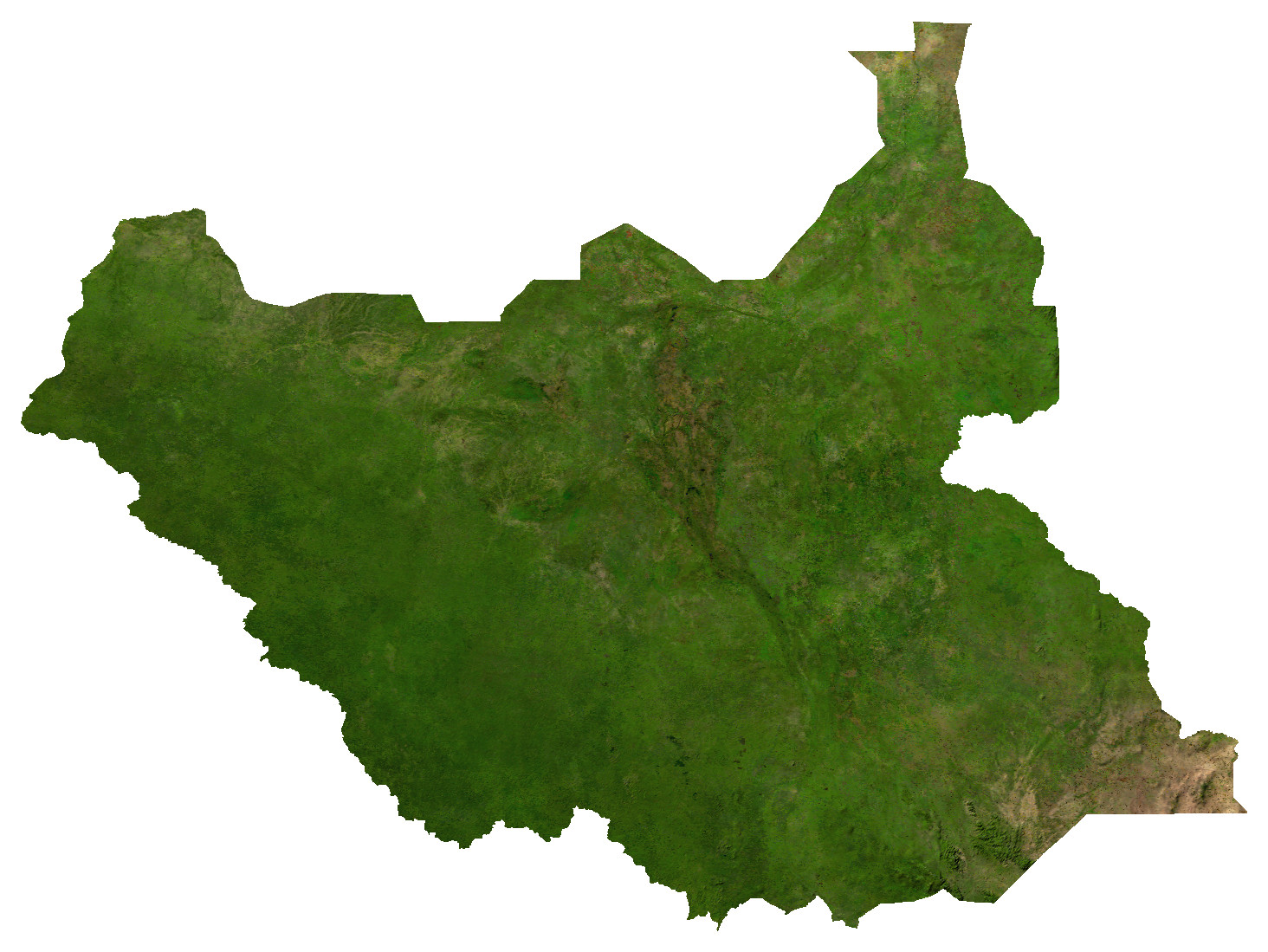
Az ország műholdas képe

Dél-Szudán az északi szélesség 3° és 13° , valamint a keleti hosszúság 24° és 36° között fekszik. 
Szudán sivatagos , félsivatagos és szavannás területével szemben Dél-Szudán területét trópusi erdők, mocsarak és füves puszták tarkítják.

### Vízrajz
Fő folyója a Fehér-Nílus, mely hosszában szeli át az országot; a főváros, Juba is a folyó mentén fekszik. A Fehér-Nílus középső része igen elmocsarasodott, ez a Szudd. Neve az arab szadd (akadály) szóból származik. A mocsárvidék egyike a világ legnagyobb vizes élőhelyeinek, valamint a legnagyobb a Nílus-medencében. Kiterjedése változó, átlagosan több mint 30 000 km² a területe, de ez az esős évszakban elérheti a 130 000-et is. Az ország fontosabb folyóihoz tartozik még a Bahr el Ghazal (jelentése: gazellák tengere), és a Sobat is, mely a Fehér-Nílus legdélebbre fekvő mellékfolyója. A Bahr el Ghazal a Szudd-mocsárvidéken folyik keresztül, és szintén a Fehér-Nílusba torkollik 716 km megtétele után. A 354 km hosszú Sobat a fehér színű hordalékáról lehet még nevezetes, melyet áradásokkor nagy mennyiségben rak le. A Fehér-Nílus neve is innen eredeztethető.

### Természeti parkok

A védett területek

Védett területe, a Bandingilo Nemzeti Park  ad otthont a világ egyik legnagyobb vadon élő állatcsoportja vándorlásának. Otthont ad a kritikusan veszélyeztetett núbiai zsiráfnak (Giraffa camelopardalis), az északkelet-afrikai gepárdnak (Acinonyx jubatus soemmeringii) és az északi oroszlánnak (Panthera leo leo) is. Ezen kívül megtalálható itt még afrikai vadkutya, a karakál, a foltos hiéna és több antilopfaj. Egy nagy madárpopulációja is van.
Más rezervátumok a bongóknak, a hatalmas erdei disznóknak, a bojtosfülű disznóknak, az erdei elefántoknak, a csimpánzoknak és az erdei majmoknak biztosítanak élőhelyet.

### Éghajlat
Éghajlata trópusi, amelyet magas páratartalmú esős évszak és és egy szárazabb évszak változása jellemez.
A legtöbb csapadék május és október között esik, de az esős évszak áprilisban kezdődhet és novemberig tarthat. Átlagosan május a legcsapadékosabb hónap.

## Történelem
A nilóták (dinkák, nuerek, shillukok stb.) a 10. század előtt érkezett meg Szudán területére. A 15. és 19. század közötti törzsi vándorlás Bahr el Ghazalból hozta ezeket a népeket a mai területükre. A 16. században érkező, jelenleg harmadik legnagyobb népcsoportnak számító zandék hozták létre Dél-Szudánban a legnagyobb kiterjedésű államot. A 18. században az avungarák érkezetek a területre és hamar fennhatóságot szereztek a zandék felett, amelyet a britek 19. századi érkezéséig meg is tudtak tartani. A földrajzi akadályoknak köszönhetően az iszlám nem tudott a területen elterjedni, ami lehetővé tette az itt élő népeknek, hogy megtartsák vallási és kulturális örökségüket, illetve vallási és politikai intézményeiket.
A zandéknak a 18. században problémás kapcsolatuk volt több más törzzsel is, például a morókkal, a mundukkal, a pöjulukkal és több kis csoporttal Bahr el Ghazalban, főleg királyuk, Gbudwe terjeszkedési politikája miatt. A 19. században a franciák, a belgák és a mahdisták ellen küzdöttek szabadságuk megtartása érdekében. Az Iszmáíl pasa irányítása alatt lévő Egyiptom először az 1870-es években kísérelte meg a terület gyarmatosítását, megalapítva az Equatoria tartományt a déli területeken. A tartomány első kormányzója 1869-ben Samuel Baker lett, majd 1874-ben Charles George Gordon váltotta, akit Emin pasa követett 1878-ban. Az 1880-as években kitörő Mahdi-felkelés azonban destabilizálta a születő tartományt, így az 1889-ben megszűnt. A terület 1899 után brit igazgatás alá került, Szudán többi részével együtt.
A gyarmatosítók által nem sokkal korábban egyesített Szudán ötven évnyi brit és egyiptomi uralom után 1956-ban lett független. A meglévő ellentétek azonnal polgárháborúhoz vezettek a kormány és a déli területek között. Dél-Szudánban 1955 és 1972, majd 1983 és 2005 között polgárháború dúlt. Az utóbbi során számos déli felkelő csoport, amelyek közül a legnagyobb a Szudáni Népi Felszabadítási Hadsereg (Sudan People's Liberation Army, SPLA) harcolt a szudáni kormány és egymás ellen. A második polgárháború több mint 2 millió halálos áldozatot követelt, valamint több mint 4 milliónyian menekültek el.
2005-ben a kormány és a lázadó csoportok nemzetközi nyomásra békemegállapodást kötöttek. Ezután Dél-Szudán autonóm tartomány lett. Megkezdődött az újjáépítés, és a menekültek elkezdtek visszatérni. A 2005-ös békemegállapodás rendelkezett arról, hogy Dél-Szudán népszavazáson dönthet a függetlenségről vagy az autonóm státus fenntartásáról.

### A függetlenség után
Dél-Szudán a 2011. januári függetlenségi referendum után, 2011. július 9-én kikiáltotta függetlenségét Szudántól. A referendumon az ország lakosságának 98,83%-a szavazott a függetlenség mellett. A függetlenség nem veszélytelen, hisz a határvidékek kőolajmezői mindkét Szudán számára kecsegtetőek. 2011 nyarától a határvidékeket, mint például Abyeit, 7000 ENSZ békefenntartó ellenőrzi. Velük együtt 900 rendőr és szakértők is érkeztek az országba. Dél-Szudán vezetése legalább hét fegyveres csoporttal áll harcban, amelyet súlyosbítanak a törzsi összecsapások is. Az ENSZ becslései alapján eddig 800-an haltak meg az országban a harcok során, amelyek az ország 10-ből 9 államára kiterjednek. Az SPLA a lázadók elleni harc során többször égetett fel falvakat, becstelenített meg nőket és lányokat, illetve kínzott meg és végzett ki civileket.
2013-ban polgárháború tört ki  a kormány és az ellenzéki erők között.
Az ENSZ adatai szerint (2017 közepéig) több tízezer halálos áldozata van az évek óta zajló belső háborúknak, és mintegy két és fél millióan menekültek el az országból; közülük egymillióan a szomszédos Ugandában találtak ideiglenes menedéket.

## Államszervezet és közigazgatás

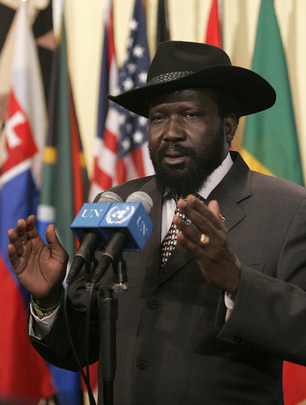
Salva Kiir Mayardit, Dél-Szudán első elnöke

### Alkotmány, államforma
2011. január 9-én egy hétig tartó népszavazás kezdődött az országrész függetlenedéséről, melyen az érvényesség érdekében a 3,8 millió regisztrált választó legalább 60%-ának részt kellett vennie. Miután a referendum január 15-én véget ért, 3,2 millió szavazatot adtak le. A szavazáson a függetlenségpártiak győztek, így 2011. július 9-én kikiáltották Dél-Szudán függetlenségét. Bár Szudán elsőként ismerte el az új államot, a szétválás békés lebonyolítása egyelőre bizonytalan, mivel számos vitás kérdés még lezáratlan, beleértve az olajbevételek elosztását és a pontos határvonalak kijelölését is.
A helyzetet viszont bonyolítja, hogy Dárfúr és Abyei tartományok is pályáznak a függetlenségre. Ez utóbbiban vannak olyanok, akik Szudánhoz, mások Dél-Szudánhoz kívánnának tartozni. Abyei határos valamennyi szétváló területtel, s Dél-Szudán olajkitermelésének egy jelentős hányada erről a kicsiny területről való. Abyei hovatartozásáról a békemegállapodás szerint külön népszavazás kellett volna döntsön a dél-szudáni népszavazással egyidejűleg, ezt azonban elhalasztották, mivel a felek nem tudtak megállapodni arról, hogy ki rendelkezzen szavazati joggal. Abyeit májusban észak-szudáni csapatok szállták meg, hogy kikényszerítsék a megállapodást az olajjövedelmek megosztásáról. A Dél-Szudánt vezető Salva Kiir Mayardit a többségi nemzetet alkotó dinkák közül származik, viszont a dinkák vezető szerepét a többi nemzetiség sérelmezi.

### Törvényhozás, végrehajtás, igazságszolgáltatás
A dél-szudáni kormány elnöke Salva Kiir Mayardit. A 2010. áprilisi szudáni választásokon a déli szavazók 93%-a választotta elnökké, de megfigyelők szerint ebben csalások és kényszerítés is szerepet játszottak.

### Külkapcsolatok

A Dél-Szudánt (piros) elismerő államok (sötétkék)

Szudán még a függetlenné válás előtt bejelentette, hogy Dél-Szudán függetlenedése után követséget nyit a fővárosban, Jubában. Egyiptom volt a második olyan ország, amely szándékát fejezte ki az állam elismerését illetően. Norvégia, Izrael és az Amerikai Egyesült Államok szintén a függetlenség kikiáltása előtt jelezték hasonló szándékukat. Az olajiparban érdekelt Kína pedig már 2010 végén konzulátust nyitott Jubában.
Az Afrikai Unió 2011. február 8-i nyilatkozatában közzé tette, hogy Dél-Szudánt szívesen veszi fel tagjai közé 54. tagállamként, miután független országgá válik. Az ország 2011. július 28-án csatlakozott a szervezethez, annak 54. tagjaként. Az állam helye az Arab Ligában is biztosított, amennyiben csatlakozni kíván, de választhatja a megfigyelői státust is. Összesen 77 ország küldöttei, köztük XVI. Benedek pápa hivatalos vatikáni küldöttsége és Martonyi János magyar külügyminiszter vettek részt a függetlenségi ünnepségen. Az eseményen megjelent Omar el-Basír szudáni elnök is, aki elismerte az új államot. Szeptember 8-án megállapodás született Szudán és Dél-Szudán között arról, hogy a vitatott Abyei régióból mindkét fél kivonja csapatait, helyükre pedig etióp békefenntartók kerülnek.
Az ország viszonya Szudánnal még nem teljesen tisztázott. Omar el-Besir az Európai Unióhoz hasonló konföderációt ajánlott fel Dél-Szudánnak, valamint bejelentette, hogy az észak- és dél-szudáni kettős állampolgárság engedélyezett lesz, habár utóbbit később visszavonta. Az ország 2011. július 14-én az ENSZ 193. tagja lett.

### Közigazgatási beosztás
Az országot 2015-ig 10 tagállam alkotta:
1. Nyugat-Bahr el Ghazal (Western Bahr el Ghazal)
2. Észak-Bahr el Ghazal (Northern Bahr el Ghazal)
3. Unity
4. Felső-Nílus (Upper Nile)
5. Warrap
6. Jonglei
7. Tavak (Lakes)
8. Nyugat-Egyenlítő (Western Equatoria)
9. Középső-Egyenlítő (Central Equatoria)
10. Kelet-Egyenlítő (Eastern Equatoria)

2017 után, több változtatás nyomán, már 32 tagállama van az országnak.
|                                      |                                       |
| 10 tagállam és 3 tört. régió 2015-ig | 32 tagállam (angol neveiken) 2017 óta |

## Népesség

### Népességének változása
A szétvált Szudán északi részén is sok dél-szudáni származású, de északra vándorolt vagy már ott született ember él. A visszavándorlás mindenesetre a háború után megindult, mivel sokan féltek attól, hogy északon zaklatásnak lennének kitéve. 2005 óta a délen élő északiak száma is csökkent. A 2005-ös polgárháború véget érte után mintegy 2 millióan költöztek vissza északról, és 2010 októbere óta további több százezer ember érkezett Dél-Szudánba. A függetlenség kikiáltása újabb vándorlási hullámot indított el északról, amiben sok ott született is megtalálható.

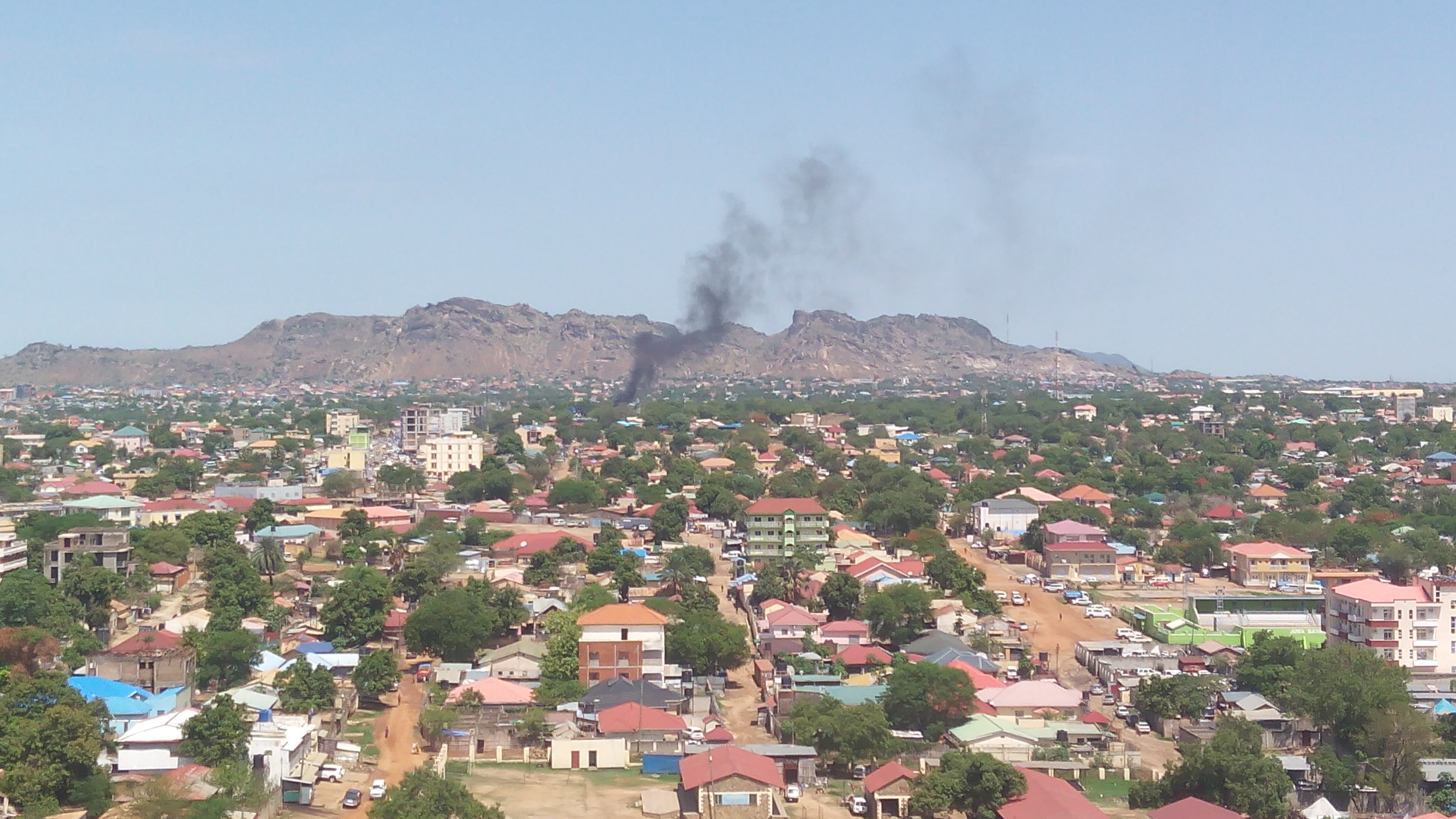
Juba

| Lakosok száma | 8 260 490 | 12 340 000 | 12 575 714 |
|               | 2008      | 2015       | 2017       |

### Legnépesebb települések
| Város      | Népesség (2008. ápr.) | Korábbi tagállam      |
| ---------- | --------------------- | --------------------- |
| Juba       | 230 200               | Középső-Egyenlítő     |
| Wau (Woof) | 118 300               | Nyugat-Bahr el Ghazal |
| Malakal    | 114 500               | Felső-Nílus           |
| Yei        | 111 300               | Középső-Egyenlítő     |
| Yambio     | 105 900               | Nyugat-Egyenlítő      |

### Etnikai, nyelvi megoszlás
Legtöbb lakosa fekete-afrikai; a főbb népek a dinkák, a nuerek és a sillukok, de összesen több mint 200 etnikai csoport lakja a területet.
A sokszínű népességet az elszakadási törekvések időlegesen egységbe kovácsolták, de a függetlenedés után ez az egység könnyen megbomolhat.

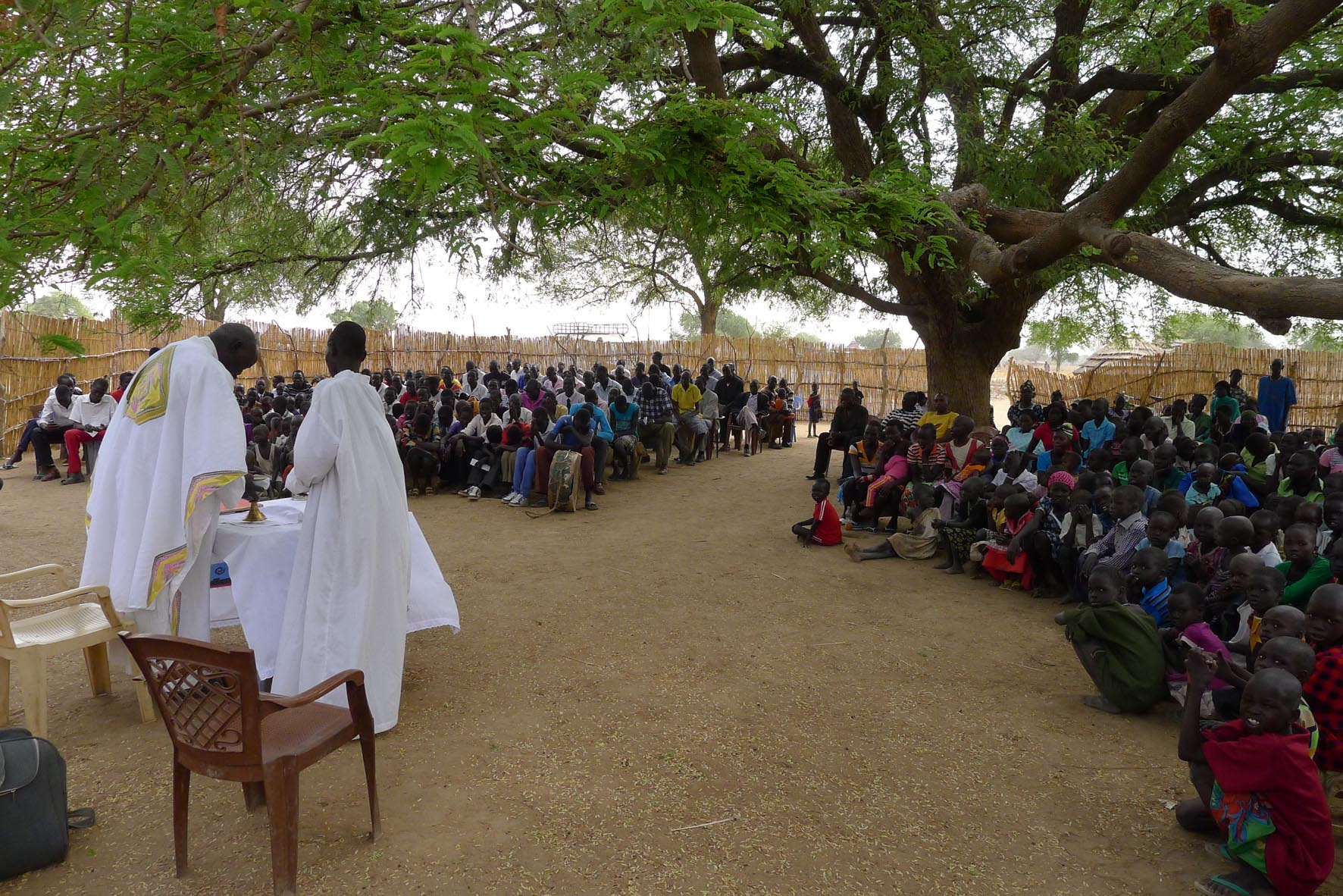
Vasárnapi római katolikus mise

### Vallás
A lakosság jelentős része keresztény vagy animista.
A Pew 2010-es felmérése alapján a lakosság 60,5%-a volt keresztény, közel 33%-a hagyományos afrikai vallású, a maradék többnyire muszlim.

### Szociális rendszer
Dél-Szudánban nincs megfelelő egészségügyi ellátás.
Az egészségügyi viszonyokat jellemzi, hogy (2010-es adatok alapján) tízből egy gyermek nem éri meg az egyéves kort.

## Gazdaság
Dél-Szudán a világ egyik legelmaradottabb országa. 
A lakosság jelentős része földművelésből és állattartásból él. A nomád pásztorkodás az országhatárokon is átível.
Szudán kőolajkészleteinek többsége Dél-Szudán északi határvidékén található (az olajkitermelés 80%-a a déli tartományokban történik), azonban az exporthoz szükséges csővezetékek és olajfinomítók (beleértve Port Sudan kikötőjét) északon vannak, ami kölcsönös gazdasági függőséget jelent. A 2005-ös egyezmény az olajbevételek megosztását átmenetileg 50-50%-ban határozza meg, de a népszavazás utáni időszakra vonatkozóan nincsen megállapodás. Szudán olajiparának 40%-a egyébként kínai tulajdonban van. A déli kormányzat saját csővezeték kiépítését tervezi a kenyai Mombasa kikötőjéig.
Az országrész népessége az évtizedes polgárháborúk során rendkívül elszegényedett: a népesség több mint fele (az ENSZ becslése szerint 90%-a) naponta kevesebb mint 1 dollárból él. Ezzel Dél-Szudán a világ legszegényebb országainak egyike.
Főbb mezőgazdasági termények: cirok, kukorica, rizs, köles, búza, gumiarábikum, cukornád, mangó, papaja, banán, édesburgonya, napraforgó, gyapot, szezámmag, manióka. 

## Infrastruktúra

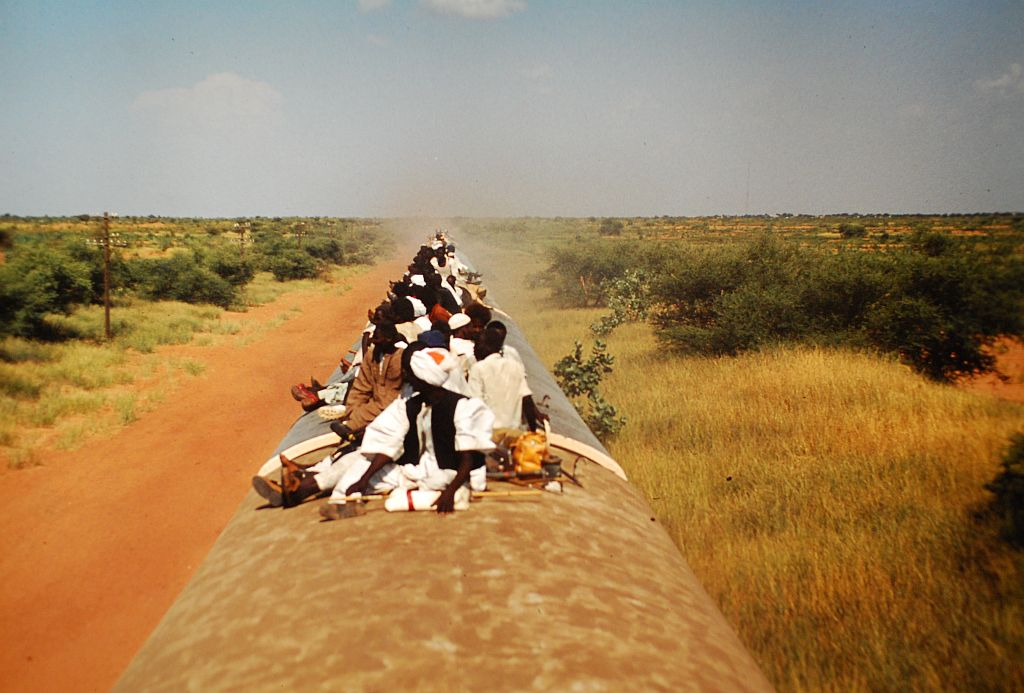
Wauba tartó vonat, amelynek a tetején is utasok ülnek

2015 körül a villamos energiát többnyire a költséges dízel generátorok termelik. A vízvezeték ritka az országban. 

### Közlekedés

#### Közút
Dél-Szudánban 2015 körül összesen mintegy 200 km az aszfaltozott utak hossza. Még Jubában is nagyrészt földutak jelentik a közlekedési infrastruktúrát. Esős időszakban az utak szinte járhatatlanok, csak több órával az eső után szabad közlekedni.

#### Vasút
A vasútvonal felújítását is tervezik, a legújabb tervek szerint pedig Wauból Jubán keresztül Kapoteába építenének egy teljesen új vasútvonalat, hiszen ez elengedhetetlen lépés az olajipar fejlesztésének lehetőségeit tekintve.

#### Légi közlekedés
Az országban négy nemzetközi légikikötő található; Jubában, Malakalban, Wauban és Rumbekben. Ezek közül a jubai repülőtér a legforgalmasabb, közvetlen összeköttetésben áll Entebbével, Nairobival, Kairóval, Addisz-Abebával és Kartúmmal.

## Kultúra

### Oktatási rendszer
Az országrész intézményrendszere rendkívül fejletlen; nincs például elegendő iskola. A legszegényebb térségekben a gyerekek 1%-a sem végzi el az általános iskolát. Széles körű az írástudatlanság. Az országban két felsőoktatási intézmény működik, a Szudáni Katolikus Egyetem, valamint a Jubai Egyetem.

### Gasztronómia

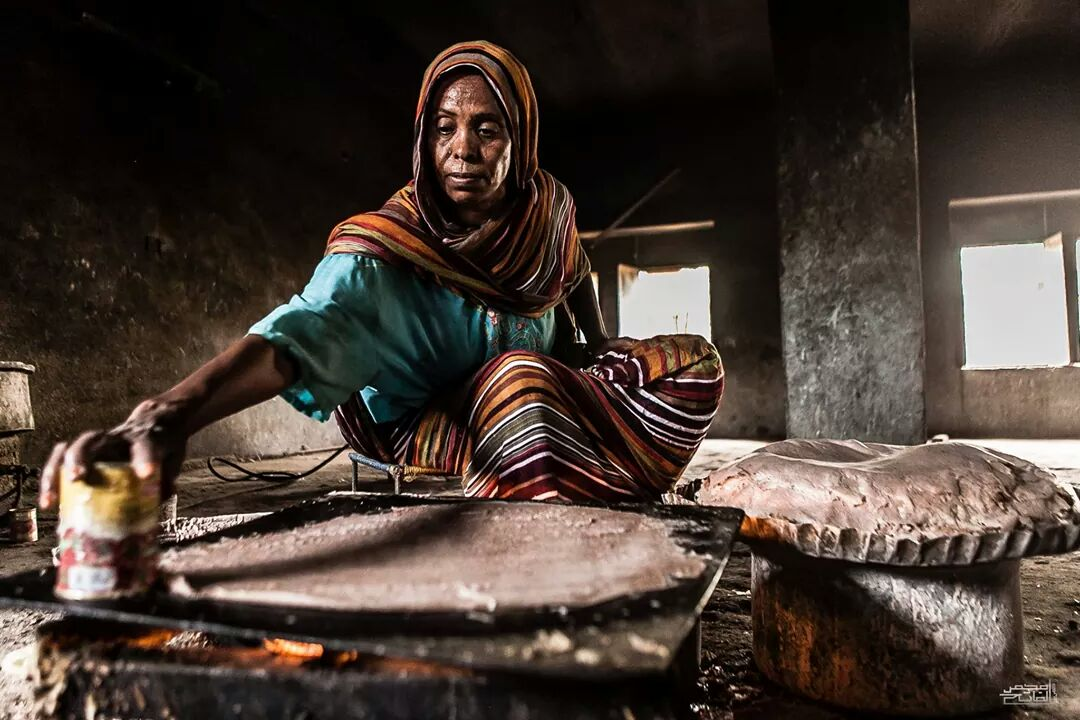
Szudáni nő kisrát készít

Az ételek többsége cirok- és kukoricaalapú. Használnak továbbá jamszgyökeret, burgonyát, zöldségeket, hüvelyeseket (lencsét, babot, földimogyorót), húsokat (birka, kecske, baromfi, hal), okrát, valamint különféle gyümölcsöket. A húst főzik, sütik vagy pedig szárítják.
Jelentős az arab kulináris hatás.
A nemzeti étel a kisra, amely cukorcirokból vagy búzából készülő palacsintaszerű, fermentált kenyér.
Az italok közül a legáltalánosabb a kávé és a hibiszkusztea.

### Társadalom
Fekete-Afrika szintjén és világszinten is itt az egyik legmagasabb a szabadban való ürítés. A 2010-es évek végén az emberek több mint 40%-a a szabadban végzi el kis és nagy dolgait.

## Sport
Dél-Szudánban eléggé fejletlen a sport. 
Válogatott szinten csak a labdarúgóik játszanak, habár azok is amatőrként.

## Egészségügyi kockázatok
Nagy az ebola veszélye.

## Fordítás
- Ez a szócikk részben vagy egészben  a   South Sudan című angol Wikipédia-szócikk fordításán alapul.  Az eredeti cikk szerkesztőit annak laptörténete sorolja fel. Ez a jelzés csupán a megfogalmazás eredetét és a szerzői jogokat jelzi, nem szolgál a cikkben szereplő információk forrásmegjelöléseként.